# Сијаманг
Сијаманг (науч. Symphalangus syndactylus)  - црни гибон типичан за Малезију, Тајланд и Суматру. Ова врста гибона је највећа од свих осталих врста гибона, Сијаманг може бити двоструко већи од осталих врста гибона, достижући висину од 1 м и тешку 14 кг. Сијам је једина врста из рода Симпхалангус.
Животиња се може се видети у скопском  зоолошком врту. 
Сијамски језик има две значајне особине. Први је тај што су два ножна прста на свакој нози повезана са скочним зглобом, након чега је оно добило назив „синдактил“, што у старогрчком значењу грех-, „спојено“ + дактил, „ножни прст“. Друга је велика торба за загрљај (имају је и мушкарци и жене), та торба која се може надувати до величине главе сијаманга, омогућавајући сијамангу да врши гласне, звучне позиве и песме.  